# Cyclaspis longicaudata
Cyclaspis longicaudata is een zeekommasoort uit de familie van de Bodotriidae. De wetenschappelijke naam van de soort is voor het eerst geldig gepubliceerd in 1865 door Sars.